# Постачання автотранспорту в Україну під час російського вторгнення
У таблицях позначена техніка згідно інформації яка є у відкритих джерелах під час російського вторгнення в Україну.
Станом на червень 2024 року, в Україну відбулося або триває постачання такої кількості захисного та гуманітарного обладнання (мінімальна оцінка):

## Загальна кількість вантажної техніки
| тип                              | отримано             | трофеї               | всього     |
| -------------------------------- | -------------------- | -------------------- | ---------- |
| важка та спеціальна автотехніка  | 1400/2200+           | 403                  | 1800/2600+ |
| медична і рятувальна автотехніка | 687/703+             | —                    | 717/733+   |
| легкова автотехніка              | 70000+               | —                    | 70000+     |
|                                  |                      |                      |            |
| Iveco VM90                       | Iveco VM90           | Iveco VM90           | 0/500      |
| Iveco ACL 90                     |                      |                      | 0/500      |
| Renault TRM 2000                 |                      |                      | 0/500      |
| DAF YA-4442                      | DAF YA-4442          | DAF YA-4442          | 300        |
| DAF YAZ-2300                     |                      |                      | 300        |
| Leyland DAF 45.150               | Leyland DAF 45.150   | Leyland DAF 45.150   | 185/198    |
| Oshkosh FMTV M1083               | Oshkosh FMTV M1083   | Oshkosh FMTV M1083   | 298        |
| Mercedes-Benz Zetros             | Mercedes-Benz Zetros | Mercedes-Benz Zetros | 250/250    |
| MAN HX 8×8                       | MAN HX 8×8           | MAN HX 8×8           | 26         |
| MAN HX 81                        | MAN HX 81            | MAN HX 81            | 90/90      |
| Oshkosh M1070                    | Oshkosh M1070        | Oshkosh M1070        | 14/25      |

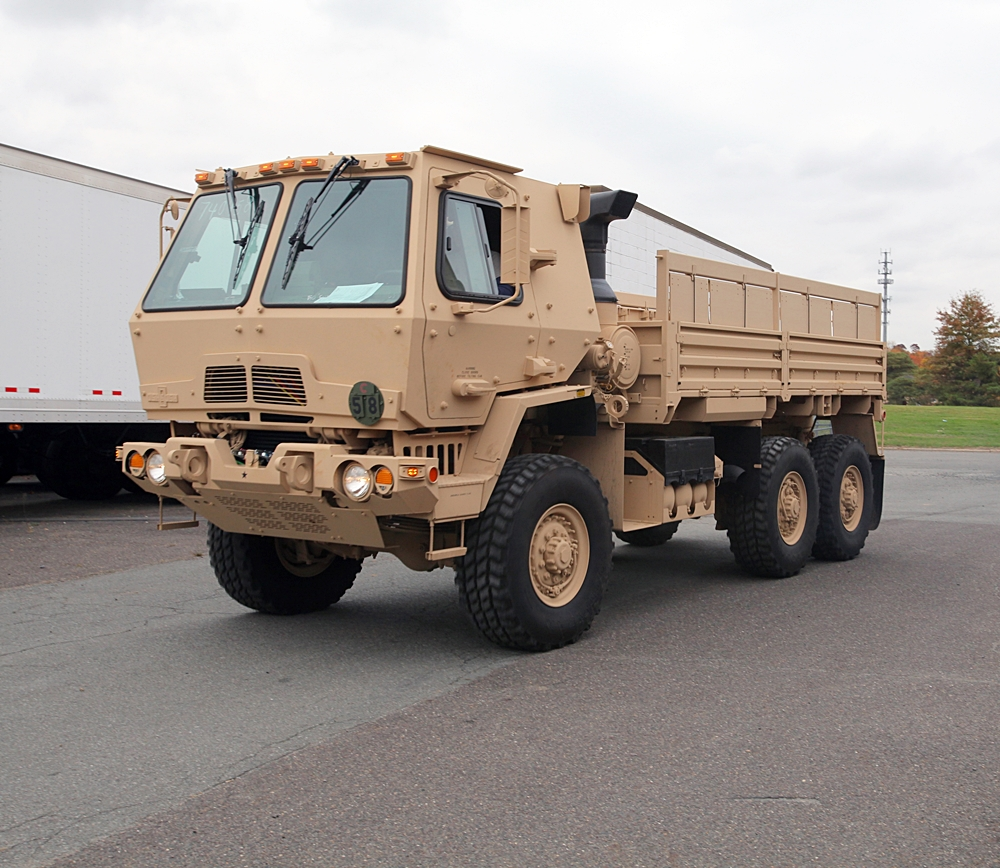
Близько 300 тактичних вантажівок Oshkosh FMTV M1083 отримала Україна від США
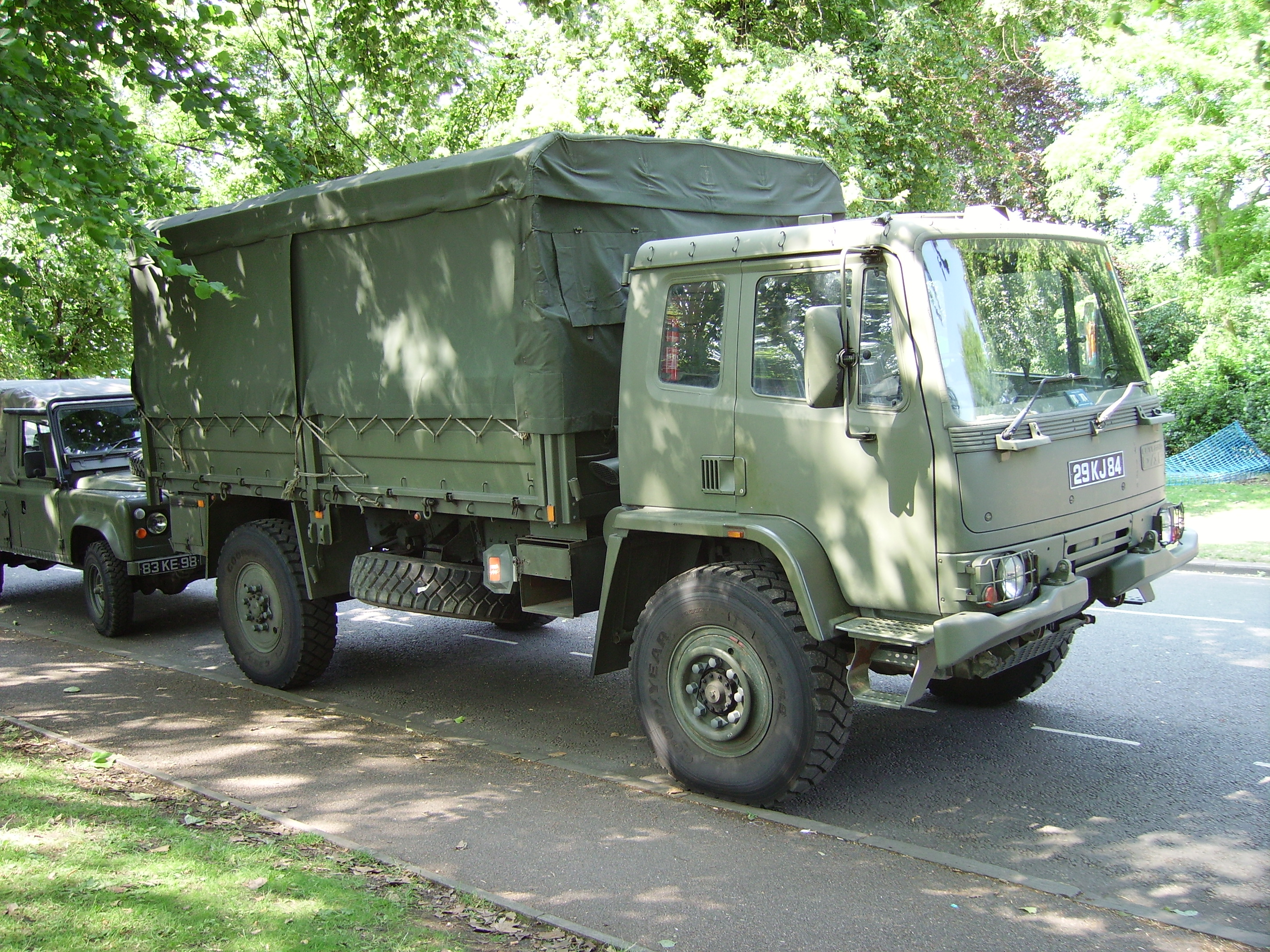
300 вантажівок Leyland DAF 45.150 для ЗСУ замовили волонтери
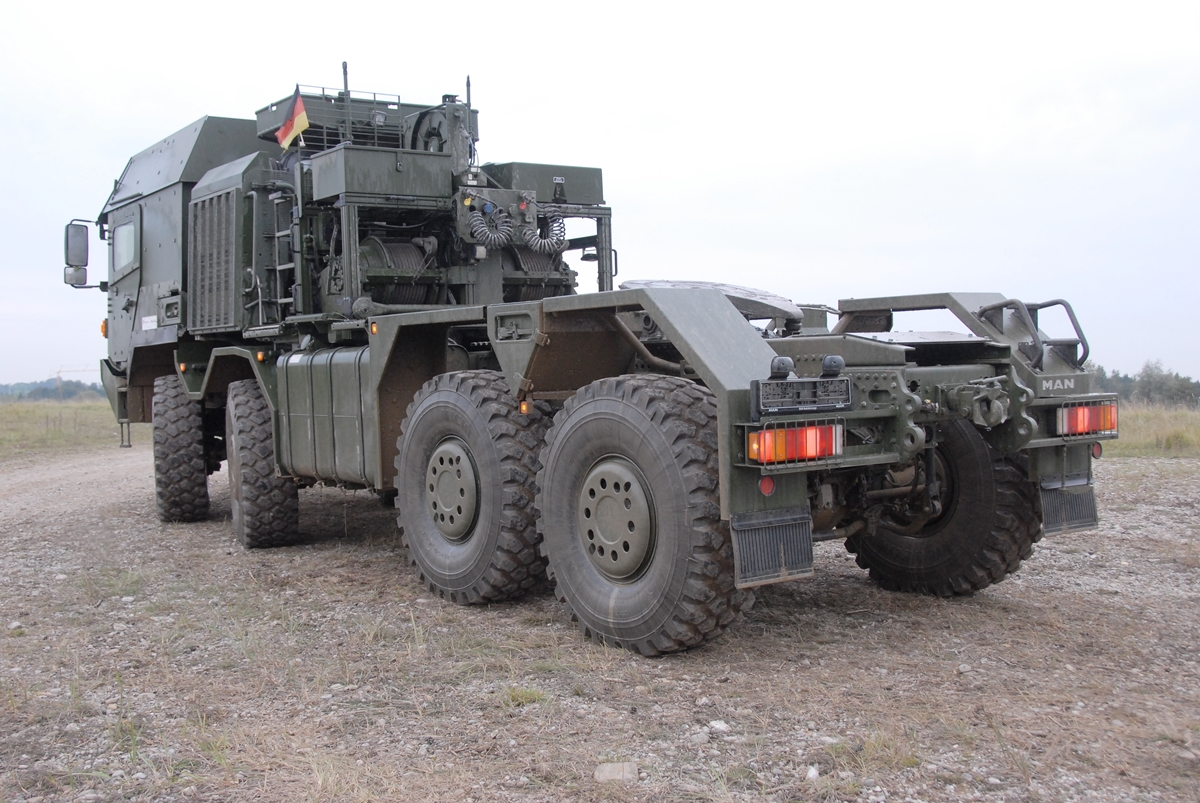
Щонайменше 100 танкових тягачів MAN HX 81 передала Німеччина
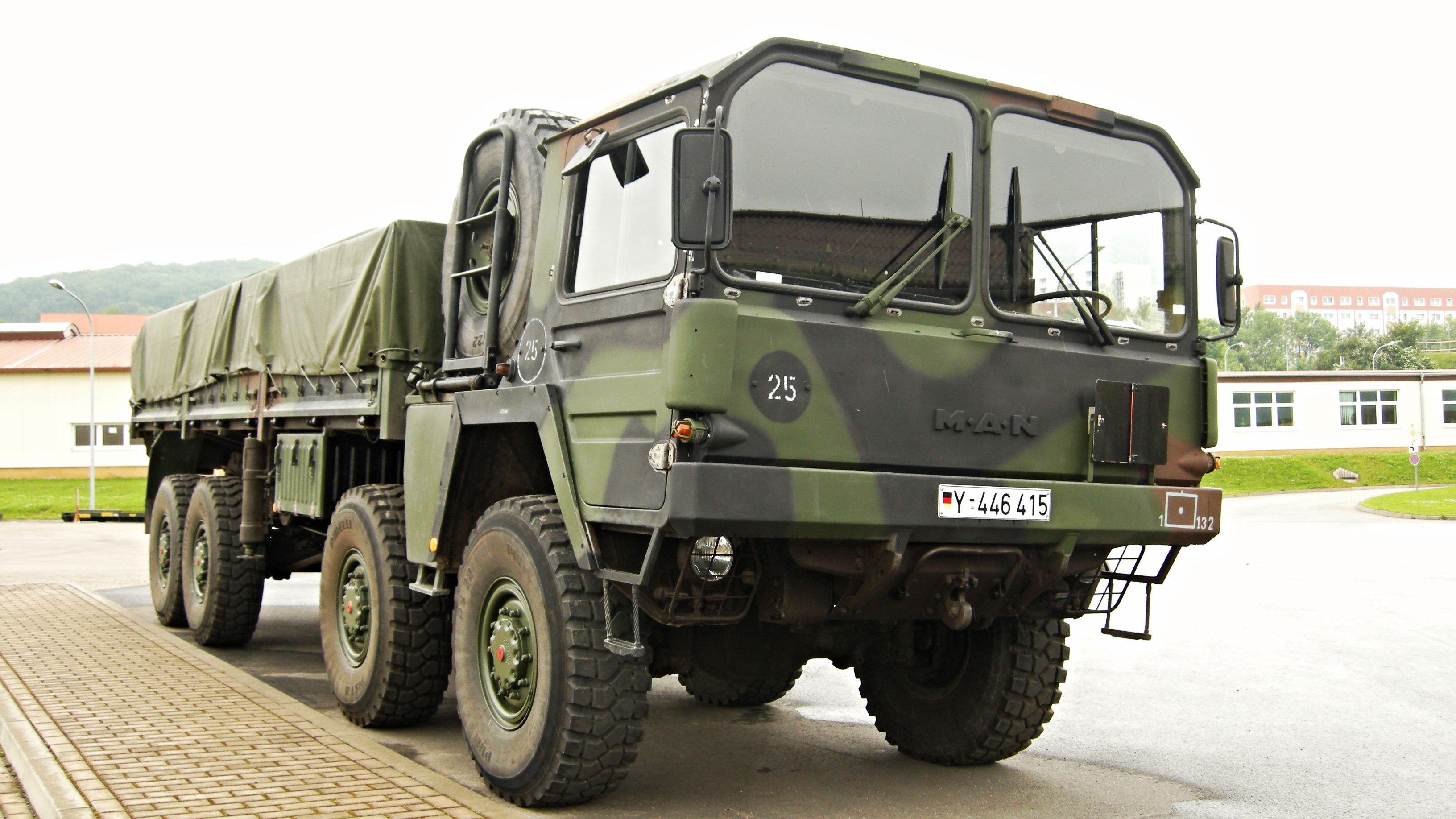
Щонайменше 24 тягача MAN KAT1 для передано до ЗСУ
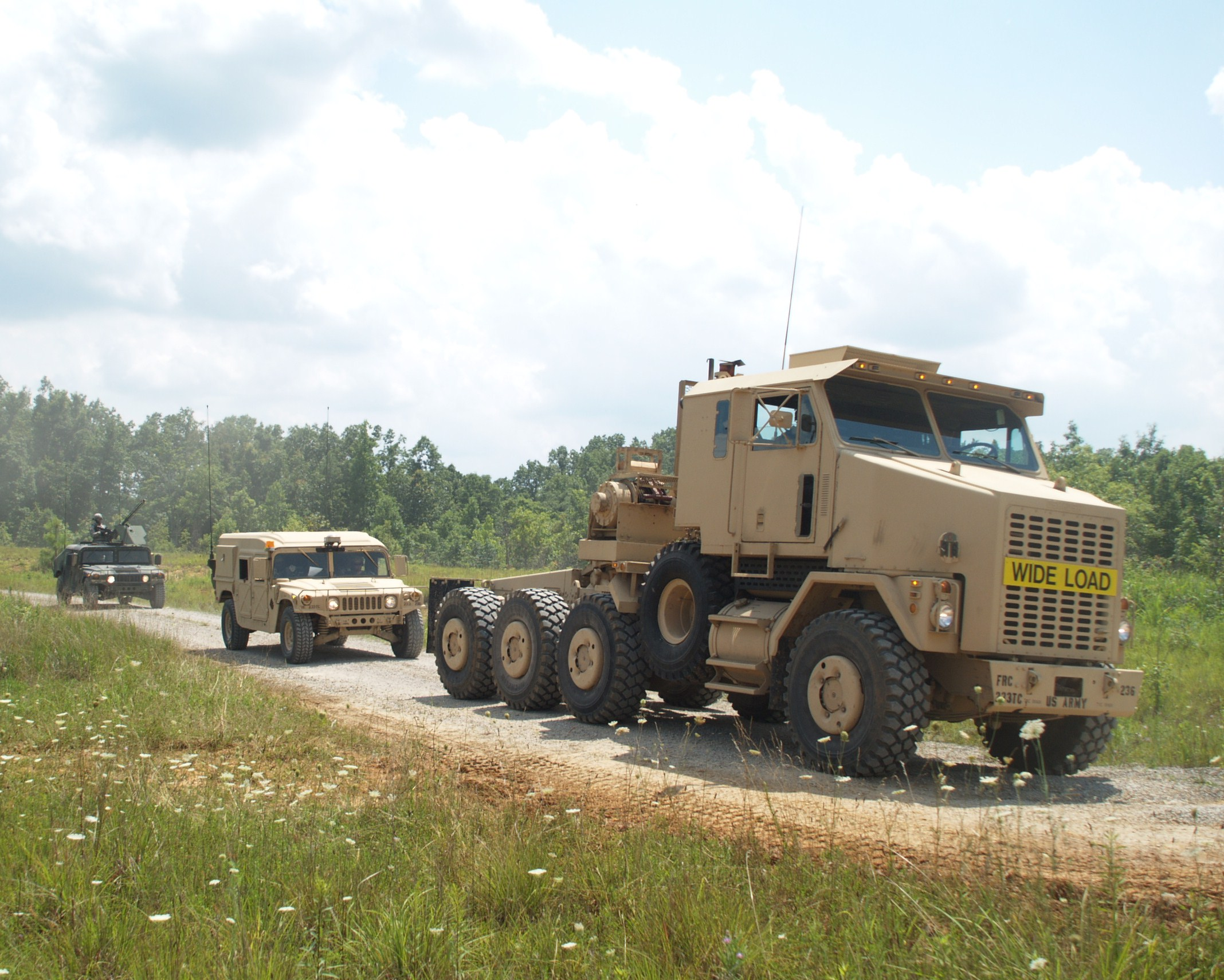
Щонайменше 16 тягачів Oshkosh M1070 надала Німеччина та придбали волонтери

## Постачання
6 квітня 2023 року стало відомо що дилерська мережа брендів Peugeot, Citroën та Opel запустили програму безкоштовного сервісного обслуговування та ремонт автомобілів Тероборони.

### Важка і спеціальна автотехніка
| походження і назва                         | походження і назва                                    | тип                                                   | к-ть       | подробиці |
| ------------------------------------------ | ----------------------------------------------------- | ----------------------------------------------------- | ---------- | --- |
| Литва                                      | вантажівка                                            | вантажівка                                            | 10         | інформація про постачання була оприлюднена 17.06.22                                                                     |
| Україна                                    | Leyland DAF 45.150                                    | вантажівка підйомністю до 4 т                         | 105/290    | 29.06.22 стало відомо про постачання фондом П. Порошенка та ГО «Справа Громад»                                          |
| Україна                                    | Leyland DAF 45.150                                    | мобільна ремонтна станція                             | 10         | 12.04.23 стало відомо обладнання десяти ремонтних станцій із раніше переданих вантажівок                                |
| Естонія                                    | Unimog                                                | вантажівка                                            | 12         | у липні 2022 було отримано дозвіл на передачу від Німеччини                                                             |
| Німеччина                                  | MAN KAT1                                              | вантажний тягач підйомністю до 15 т                   | —          | 23.07.22 помічені в Україні                                                                                             |
| Нідерланди                                 | Unimog                                                | вантажівка                                            | 2          | 09.08.22 було придбано другу вантажівку волонтерами                                                                     |
| Україна                                    | Iveco M170                                            | вантажівка підйомністю до 10 т                        | 6          | 01.09.22 стало відомо про передачу волонтерами                                                                          |
| Велика Британія                            | вантажний тягач                                       | вантажний тягач                                       | 120        | про постачання стало відомо 08.09.22                                                                                    |
| Україна                                    | Volvo FH                                              | вантажний тягач з тралом                              | 1          | 06.10.22 військовим передали вантажівку Volvo FH з тралом                                                               |
| Україна                                    | Oshkosh M1070                                         | вантажний тягач підйомністю до 70 т                   | 1          | 06.10.22 стало відомо про постачання фондом П. Порошенка та ГО «Справа Громад»                                          |
| Україна                                    | Renault GBC 180                                       | вантажівка                                            | —          | 15.10.22 помічені в українських військових                                                                              |
| Україна                                    | MAN KAT1                                              | вантажний тягач підйомністю до 15 т                   | 2          | 22.10.22 стало відомо про постачання волонтерами                                                                        |
| Європейський Союз                          | Renault 4x4 D220                                      | вантажівка                                            | 16         | про постачання стало відомо 22.10.22                                                                                    |
| —                                          | FAUN HZ                                               | вантажівка                                            | —          | 03.11.22 помічено в Україні                                                                                             |
| Німеччина                                  | Caterpillar 336-08                                    | гусеничний екскаватор                                 | 1/2        | 04.11.22 стало відомо про передачу техніки Державній прикордонній службі України                                        |
| Італія                                     | Iveco Astra SM 66.40 Prime Mover                      | вантажівка                                            | —          | 29.11.22 помічено в Україні                                                                                             |
| Південна Корея                             | DOOSAN DX17Z                                          | гусеничний екскаватор                                 | 5          | 07.12.22 стало відомо про постачання                                                                                    |
| Україна                                    | Oshkosh M1070                                         | вантажний тягач підйомністю до 70 т                   | 1          | 21.01.23 стало відомо про передачу фондом П. Порошенка та ГО «Справа Громад» бійцям 43-ї бригади                        |
| Німеччина                                  | Iveco VM90                                            | бронеавтомобіль                                       | 0/500      | 21.01.23 стало відомо про постачання, Iveco VM90 враховано у постачанні бронетехніки                                    |
| Німеччина                                  | Iveco ACL 90                                          | вантажівка підйомністю до 2 т                         | 0/500      | 21.01.23 стало відомо про постачання, Iveco VM90 враховано у постачанні бронетехніки                                    |
| Німеччина                                  | Renault TRM 2000                                      | вантажівка підйомністю до 3 т                         | 0/500      | 21.01.23 стало відомо про постачання, Iveco VM90 враховано у постачанні бронетехніки                                    |
| Бельгія                                    | Volvo N10                                             | вантажівка                                            | 150        | 25.01.23 стало відомо про постачання                                                                                    |
| —                                          | DAF YA-328                                            | вантажівка підйомністю до 3 т                         | 1          | 26.01.23 помічено в Україні                                                                                             |
| Німеччина                                  | Iveco                                                 | авіаційний паливозаправник                            | —          | 28.01.23 стало відомо про передачу техніки Державній прикордонній службі України                                        |
| Німеччина                                  | Iveco                                                 | самоскид                                              | —          | 28.01.23 стало відомо про передачу техніки Державній прикордонній службі України                                        |
| Німеччина                                  | Unimog                                                | вантажівка                                            | —          | 28.01.23 стало відомо про передачу техніки Державній прикордонній службі України                                        |
| Німеччина                                  | SLT 50-3 Elefant                                      | важкий танковий транспортер                           | 0/78       | 29.01.23 стало відомо про постачання                                                                                    |
| Німеччина                                  | напівпричеп до SLT 50-3 Elefant                       | напівпричеп до SLT 50-3 Elefant                       | 0/86       | 29.01.23 стало відомо про постачання                                                                                    |
| Україна                                    | Ford Trucks 1833CC                                    | мобільна АЗС для спецтехніки                          | 10+        | 30.01.23 стало відомо про постачання                                                                                    |
| Україна                                    | Oshkosh M1070                                         | вантажний тягач підйомністю до 70 т                   | 1          | 01.02.23 стало відомо про передачу фондом П. Порошенка та ГО «Справа Громад» бійцям 43-ї бригади                        |
| Європейський Союз                          | вантажівка                                            | вантажівка                                            | 94         | 05.02.23 стало відомо про постачання                                                                                    |
| Європейський Союз                          | вантажівка для перевезення особового складу           | вантажівка для перевезення особового складу           | 13         | 05.02.23 стало відомо про постачання                                                                                    |
| Україна                                    | Renault TRM 2000                                      | вантажівка підйомністю до 3 т                         | 6          | 07.02.23 стало відомо про постачання Хмельницькою ОДА спільно із БФ «Волонтери Поділля»                                 |
| Україна                                    | Foden 8×6 Сarrier                                     | вантажний тягач підйомністю до 18 т                   | 20         | 22.02.23 стало відомо про передачу фондом П. Порошенка та ГО «Справа Громад»                                            |
| Нідерланди                                 | DAF YA-4442                                           | вантажівка підйомністю до 4 т                         | 300        | 22.02.23 стало відомо про постачання                                                                                    |
| Нідерланди                                 | DAF YAZ-2300                                          | вантажівка підйомністю до 4 т                         | 300        | 22.02.23 стало відомо про постачання                                                                                    |
| Бельгія                                    | Volvo N10 Cargo                                       | вантажівка підйомністю до 10 т                        | 240        | 16.11.22 стало відомо про постачання                                                                                    |
| Бельгія                                    | Volvo N10 Shelter                                     | вантажівка підйомністю до 10 т                        | 240        | 16.11.22 стало відомо про постачання                                                                                    |
| Бельгія                                    | Volvo N10 Manumat                                     | вантажівка підйомністю до 10 т                        | 240        | 16.11.22 стало відомо про постачання                                                                                    |
| Бельгія                                    | Volvo N10 Fassi                                       | вантажівка підйомністю до 10 т                        | 240        | 16.11.22 стало відомо про постачання                                                                                    |
| Німеччина                                  | MAN HX 4×4                                            | вантажівка                                            | —          | 25.03.23 помічено в Україні                                                                                             |
| Україна                                    | Ford Trucks 1833CC                                    | мобільна АЗС для спецтехніки                          | 7          | 25.03.23 стало відомо про придбання за кошти держбюджету                                                                |
| Німеччина                                  | вантажний тягач                                       | вантажний тягач                                       | 0/2        | у переліку запланованого постачання з Німеччини опублікованому 06.04.23                                                 |
| Німеччина                                  | важкий причіп                                         | важкий причіп                                         | 0/4        | |
| Іспанія                                    | Iveco Pegaso 7226                                     | вантажівка підйомністю до 6 т                         | —          | 03.05.23 помічено в Україні                                                                                             |
| Японія                                     | вантажівка                                            | вантажівка                                            | 0/100      | 21.05.23 стало відомо про постачання                                                                                    |
| Ісландія                                   | паливна автоцистерна                                  | паливна автоцистерна                                  | 10         | 25.05.23 стало відомо про постачання                                                                                    |
| Україна                                    | Богун-2                                               | рятувальний всюдихід                                  | 4          | 17.06.23 стало відомо про постачання                                                                                    |
| Україна                                    | вантажівка                                            | вантажівка                                            | 17         | 12.06.23 на потреби ЗСУ передали 17 автомобілів, арештованих у родичів Медведчука та Козака                             |
| Україна                                    | Iveco                                                 | вантажівка                                            | 30         | 22.06.23 стало відомо про плани постачання від фонду Сергія Притули                                                     |
| Австралія                                  | MAN 40M                                               | вантажівка підйомністю до 17 т                        | 28         | 26.06.23 стало відомо про постачання                                                                                    |
| Австралія                                  | причеп                                                | причеп                                                | 14         | 26.06.23 стало відомо про постачання                                                                                    |
| США                                        | вантажівка для буксування гармат та іншого обладнання | вантажівка для буксування гармат та іншого обладнання | 600+       | у загальному переліку військової допомоги від США опублікованому 18.07.23                                               |
| США                                        | Oshkosh FMTV M1083                                    | вантажівка підйомністю до 10 т                        | 600+       | у загальному переліку військової допомоги від США опублікованому 18.07.23                                               |
| США                                        | важкий причіп                                         | важкий причіп                                         | 124        | у загальному переліку військової допомоги від США опублікованому 18.07.23                                               |
| США                                        | вантажний тягач                                       | вантажний тягач                                       | 68         | у загальному переліку військової допомоги від США опублікованому 18.07.23                                               |
| США                                        | вантажівка для боєприпасів                            | вантажівка для боєприпасів                            | 30         | у загальному переліку військової допомоги від США опублікованому 18.07.23                                               |
| США                                        | захищена спеціальна вантажівка                        | захищена спеціальна вантажівка                        | 6          | у загальному переліку військової допомоги від США опублікованому 18.07.23                                               |
| США                                        | важкий паливозаправник                                | Oshkosh HEMTT M978                                    | 239        | у загальному переліку військової допомоги від США опублікованому 18.07.23                                               |
| США                                        | важкий тягач                                          | важкий тягач                                          | 20         | у загальному переліку військової допомоги від США опублікованому 18.07.23                                               |
| США                                        | важкий трал                                           | важкий трал                                           | 20         | у загальному переліку військової допомоги від США опублікованому 18.07.23                                               |
| США                                        | паливна автоцистерна                                  | паливна автоцистерна                                  | 105        | у загальному переліку військової допомоги від США опублікованому 18.07.23                                               |
| США                                        | машина логістичної підтримки                          | машина логістичної підтримки                          | 8          | у загальному переліку військової допомоги від США опублікованому 18.07.23                                               |
| Ісландія                                   | паливозаправник                                       | паливозаправник                                       | 10         | у загальному переліку допомоги від Ісландії опублікованому 20.07.23                                                     |
| Німеччина                                  | вантажний тягач 8х8                                   | вантажний тягач 8х8                                   | 35         | у загальному переліку військової допомоги від Німеччини опублікованому 20.07.23                                         |
| Німеччина                                  | Mercedes-Benz Zetros                                  | вантажівка підйомністю до 25 т                        | 140/200    | у загальному переліку військової допомоги від Німеччини опублікованому 20.07.23                                         |
| Німеччина                                  | MAN HX 8×8                                            | вантажівка підйомністю до 15 т                        | 26         | у загальному переліку військової допомоги від Німеччини опублікованому 20.07.23                                         |
| Німеччина                                  | MAN HX 81                                             | вантажний тягач підйомністю до 73 т                   | 32/90      | у загальному переліку військової допомоги від Німеччини опублікованому 20.07.23                                         |
| Німеччина                                  | важкий причіп                                         | важкий причіп                                         | 27/90      | у загальному переліку військової допомоги від Німеччини опублікованому 20.07.23                                         |
| Німеччина                                  | Oshkosh M1070                                         | вантажний тягач підйомністю до 70 т                   | 12/13      | у загальному переліку військової допомоги від Німеччини опублікованому 20.07.23                                         |
| Німеччина                                  | автонавантажувач                                      | автонавантажувач                                      | 8          | у загальному переліку військової допомоги від Німеччини опублікованому 20.07.23                                         |
| Німеччина                                  | напівпричіп                                           | напівпричіп                                           | 4/90       | у загальному переліку військової допомоги від Німеччини опублікованому 20.07.23                                         |
| Німеччина                                  | вантажний тягач 8х6                                   | вантажний тягач 8х6                                   | 4/7        | у загальному переліку військової допомоги від Німеччини опублікованому 20.07.23                                         |
| США                                        | Oshkosh FMTV                                          | середня вантажівка                                    | —          | 31.07.23 стало відомо що Українська армія отримає сімейство вантажівок Oshkosh Defense на суму понад $200 млн           |
| Україна                                    | КрАЗ                                                  | паливозаправник                                       | 1          | 03.08.23 стало відомо що фонд «Повернись живим» придбав паливозаправник для механізованої бригади                       |
| Швеція                                     | вантажівка                                            | вантажівка                                            | —          | 17.08.23 стало відомо про постачання                                                                                    |
| Бельгія                                    | Volvo N10                                             | вантажівка підйомністю до 10 т                        | 0/90       | 29.08.23 стало відомо про постачання                                                                                    |
| Бельгія                                    | Volvo                                                 | вантажівка                                            | 0/320      | 29.08.23 стало відомо про постачання                                                                                    |
| Нідерланди                                 | DAF YA-328                                            | вантажний тягач підйомністю до 3 т                    | —          | 21.10.23 помічено в Україні                                                                                             |
| Україна                                    | екскаватор                                            | екскаватор                                            | 10         | 19.02.24 українська асоціація девелоперів передала одній із військових частин інженерну та будівельну техніку           |
| Україна                                    | самоскид                                              | самоскид                                              | 2          | 19.02.24 українська асоціація девелоперів передала одній із військових частин інженерну та будівельну техніку           |
| Україна                                    | кран                                                  | кран                                                  | 2          | 19.02.24 українська асоціація девелоперів передала одній із військових частин інженерну та будівельну техніку           |
| Литва                                      | Renault D                                             | вантажівка підйомністю до 5 т                         | —          | 07.03.24 стало відомо що Литва поділиться з Україною закупленими вантажівками Renault D                                 |
| Косово                                     | вантажівка                                            | вантажівка                                            | —          | 20.03.24 стало відомо про плани постачання від республіки Косово                                                        |
| Україна                                    | MAN                                                   | рухомий пункт управління на базі вантажівки           | 4+         | 29.03.24 «Повернись живим» та «Нова пошта» передали командні пункти для ППО                                             |
| США                                        | M939                                                  | вантажівка підйомністю до 5 т                         | —          | 02.04.24 помічено у користуванні українських військових                                                                 |
| Україна                                    | вантажівка                                            | вантажівка                                            | 6          | 06.04.24 народний депутат Петро Порошенко передав шість екскаваторів та вантажівку військовим                           |
| Україна                                    | екскаватор                                            | екскаватор                                            | 1          | 06.04.24 народний депутат Петро Порошенко передав шість екскаваторів та вантажівку військовим                           |
| Україна                                    | МТЗ-80                                                | трактор                                               | 4          | Київські митники передали на потреби ЗСУ спецтехніку, яка допоможе у будівництві фортифікаційних споруд                 |
| Україна                                    | екскаватор                                            | екскаватор                                            | 36         | 13.06.24 Петро Порошенко замовив у підприємства TDC екскаватори, які передадуть Силам оборони для зведення фортифікацій |
| Німеччина                                  | Mercedes-Benz Arocs                                   | вантажівка                                            | 41         | 24.06.24 українські бойові загони прикордонників отримали вантажівки Arocs від Німеччини                                |
| Велика Британія                            | екскаватор                                            | екскаватор                                            | 61         | 07.07.24 стало відомо про новий пакет військової допомоги від Великобританії                                            |
| Іспанія                                    | екскаватор                                            | екскаватор                                            | —          | 15.07.24 стало відомо про постачання                                                                                    |
| США                                        | MAN                                                   | вантажівка                                            | 4          | 16.07.24 Сполучені Штати передали Державній спецслужбі транспорту машини та спеціалізоване обладнання                   |
| Україна                                    | Iveco                                                 | пересувна авторемонтна майстерня                      | 15         | 03.08.24 підрозділи ДСНС України отримали 15 пересувних авторемонтних майстерень                                        |
| Литва                                      | 20-тонний телескопічний навантажувач                  | 20-тонний телескопічний навантажувач                  | —          | 16.08.24 Литва передала Україні новий пакет військової допомоги                                                         |
| Литва                                      | колісний навантажувач                                 | колісний навантажувач                                 | —          | 16.08.24 Литва передала Україні новий пакет військової допомоги                                                         |
| Литва                                      | вантажний причеп                                      | вантажний причеп                                      | —          | 16.08.24 Литва передала Україні новий пакет військової допомоги                                                         |
| Україна                                    | екскаватор                                            | екскаватор                                            | 3+         | 22.08.24 Петро Порошенко передав велику партію допомоги воїнам Сил оборони України                                      |
| Японія                                     | важка спецтехніка                                     | важка спецтехніка                                     | 97         | 01.09.24 уряд Японії передав близько 100 одиниць важкої техніки та обладнання в рамках програми JICA                    |
| Україна                                    | Iveco Eurocargo                                       | вантажівка                                            | 42         | 10.09.24 прикордонники отримали 42 вантажівки, комплектуючі до БпЛА і засоби РЕБ від благодійників                      |
| Данія                                      | Volvo                                                 | пожежний висотний підйомник                           | 18         | 08.10.24 Данія передала ДСНС України висотні підйомники                                                                 |
| Україна                                    | DAF Layland                                           | вантажівка                                            | 1          | 23.10.24 Петро Порошенко передав Силам оборони нову партію різного обладнання на 46.5 млн гривень                       |
| Словенія                                   | Ford Trucks 3542T                                     | вантажівка                                            | 2          | 24.10.24 Словенія передала українським рятувальникам тягачі Ford для перевезення машин механізованого розмінування      |
| Україна                                    | ПМ-Л                                                  | броньована піротехнічна машина                        | 5+         | 17.11.24 для українських рятувальників виготовили партію броньованих піротехнічних машин двох типів                     |
| Україна                                    | ПМ-В                                                  | броньована піротехнічна машина                        | 5+         | 17.11.24 для українських рятувальників виготовили партію броньованих піротехнічних машин двох типів                     |
| Україна                                    | екскаватор                                            | екскаватор                                            | 7          | 24.12.24 стало відомо про передачу техніки від Петра Порошенка                                                          |
| Литва                                      | колісний навантажувач                                 | колісний навантажувач                                 | —          | 21.01.25 стало відомо про черговий пакет військової допомоги від Литви                                                  |
| Україна                                    | Iveco                                                 | вантажівка                                            | 4          | 23.01.25 22 ОМБр отримала міномети і вантажівки від фонду «Повернись живим»                                             |
| Україна                                    | вантажівка                                            | вантажівка                                            | 80         | 29.01.25 стало відомо про постачання до ЗСУ українських вантажівок 4х4 та 6х6                                           |
| Німеччина                                  | XCMG XC8-S2570                                        | екскаватор                                            | 10         | 30.01.25 Німеччина передала Нацгвардії України 10 екскаваторів                                                          |
| Швеція                                     | вантажівка                                            | вантажівка                                            | 146        | 30.01.25 стало відомо про постачання                                                                                    |
| Литва                                      | Renault                                               | вантажівка                                            | —          | 08.02.25 Литва передала Україні вантажівки                                                                              |
| Литва                                      | Renault                                               | вантажівка                                            | —          | 19.02.25 Литва передала Україні партію вантажівок і тепловізорів                                                        |
| Південна Корея                             | K711A1                                                | вантажівка                                            | —          | 28.02.25 помічено в Україні                                                                                             |
| Польща                                     | Jelcz P882D53                                         | вантажівка                                            | —          | 30.03.35 були помічені спеціалізовані польські вантажівки у використанні ЗСУ                                            |
| Бельгія                                    | Unimog                                                | вантажівка                                            | —          | 17.05.25 стало відомо про постачання транспортних машин Unimog                                                          |
| Україна                                    | екскаватор                                            | екскаватор                                            | 2+         | 27.06.25 Петро Порошенко передав для військових інженерну та бойову техніку                                             |
| Німеччина                                  | Unimog                                                | вантажівка                                            | 65         | 01.07.25 стало відомо про постачання вантажівок                                                                         |
| Бельгія                                    | Unimog                                                | вантажівка                                            | 102        | у липні 2025 стало відомо про постачання Бельгією вантажівок                                                            |
|                                            |                                                       |                                                       |            | |
| важкої та спеціальної автотехніки отримано | важкої та спеціальної автотехніки отримано            | важкої та спеціальної автотехніки отримано            | 1432/2288+ | 1432/2288+ |

### Медична, рятувальна та спецавтотехніка
| походження і назва                                                                                 | походження і назва                          | тип                                         | к-ть    | подробиці |
| -------------------------------------------------------------------------------------------------- | ------------------------------------------- | ------------------------------------------- | ------- | --- |
| Італія                                                                                             | автомобіль швидкої допомоги                 | автомобіль швидкої допомоги                 | 8       | 15.03.22 стало відомо про постачання |
| Франція                                                                                            | автомобіль швидкої допомоги                 | автомобіль швидкої допомоги                 | 16      | 22.03.22 стало відомо про постачання |
| Франція                                                                                            | пожежний автомобіль                         | пожежний автомобіль                         | 11      | 22.03.22 стало відомо про постачання |
| Франція                                                                                            | автомобіль швидкої допомоги                 | автомобіль швидкої допомоги                 | 21      | 28.03.22 стало відомо про постачання |
| Франція                                                                                            | Renault                                     | пожежний автомобіль                         | 24      | 22.04.22 стало відомо про постачання |
| Швеція                                                                                             | Volvo V70 Ambulance                         | медичний автомобіль                         | 3       | 24.04.22 стало відомо про постачання |
| Велика Британія                                                                                    | пожежний автомобіль                         | пожежний автомобіль                         | 22      | 26.04.22 стало відомо про постачання |
| Велика Британія                                                                                    | автомобіль швидкої допомоги                 | автомобіль швидкої допомоги                 | 40      | 26.04.22 стало відомо про постачання |
| Нідерланди                                                                                         | пожежний автомобіль                         | пожежний автомобіль                         | 7       | 04.05.22 стало відомо про постачання |
| Італія                                                                                             | пожежний автомобіль                         | пожежний автомобіль                         | 45      | 05.05.22 стало відомо про постачання |
| Франція                                                                                            | автомобіль швидкої допомоги                 | автомобіль швидкої допомоги                 | 7       | 30.05.22 стало відомо про постачання |
| Франція                                                                                            | пожежний автомобіль                         | пожежний автомобіль                         | 6       | 30.05.22 стало відомо про постачання |
| Австрія                                                                                            | пожежний автомобіль                         | пожежний автомобіль                         | 11      | 02.06.22 стало відомо про постачання |
| Австрія                                                                                            | автомобіль швидкої допомоги                 | автомобіль швидкої допомоги                 | 5       | 02.06.22 стало відомо про постачання |
| Німеччина                                                                                          | Rheinmetall ZMS                             | модульний мобільний госпіталь               | 0/1     | 25.10.22 стало відомо про постачання |
| Норвегія                                                                                           | пожежний автомобіль                         | пожежний автомобіль                         | 6       | 28.11.22 стало відомо про передачу |
| Норвегія                                                                                           | Volvo V70 Ambulance                         | медичний автомобіль                         | 2       | 28.11.22 стало відомо про передачу |
| Норвегія                                                                                           | медичний автобус                            | медичний автобус                            | 10      | 30.11.22 стало відомо про передачу |
| Ізраїль                                                                                            | броньований автомобіль швидкої допомоги     | броньований автомобіль швидкої допомоги     | 4       | про постачання стало відомо 02.12.22 |
| Велика Британія                                                                                    | Mercedes-Benz                               | автомобіль швидкої допомоги                 | 3       | про постачання стало відомо 04.12.22 |
| Україна                                                                                            | автомобіль швидкої допомоги                 | автомобіль швидкої допомоги                 | 1       | 07.12.22 стало відомо про придбання автомобіля волонтерами |
| Україна                                                                                            | MAN TGM                                     | пожежно-рятувальний автомобіль              | 1       | 08.12.22 стало відомо про постачання |
| Україна                                                                                            | автомобіль швидкої допомоги                 | автомобіль швидкої допомоги                 | 20      | 09.12.22 стало відомо про постачання мережею Епіцентр К |
| Україна                                                                                            | Mercedes-Benz                               | мобільний шпиталь                           | 1       | 11.12.22 стало відомо про постачання |
| Німеччина                                                                                          | Rosenbauer Panther                          | аеродромний пожежний автомобіль             | 2       | про постачання стало відомо 20.12.22 |
| Україна                                                                                            | реанімобіль                                 | реанімобіль                                 | 10      | 27.12.22 стало відомо про постачання мережею Епіцентр К |
| Естонія                                                                                            | спеціальна та спеціалізована техніка        | спеціальна та спеціалізована техніка        | 28      | 30.12.22 відбулася передача техніки на базі Головного управління ДСНС у Рівненській області                                                                            |
| Німеччина                                                                                          | спеціальна та спеціалізована техніка        | спеціальна та спеціалізована техніка        | 28      | 30.12.22 відбулася передача техніки на базі Головного управління ДСНС у Рівненській області                                                                            |
| Нідерланди                                                                                         | автомобіль швидкої допомоги                 | автомобіль швидкої допомоги                 | 128     | загальна кількість транспортних засобів яку надіслали волонтери на 24.01.23                                                                                            |
| Нідерланди                                                                                         | пожежний автомобіль                         | пожежний автомобіль                         | 1       | загальна кількість транспортних засобів яку надіслали волонтери на 24.01.23                                                                                            |
| Європейський Союз                                                                                  | автомобіль швидкої допомоги                 | автомобіль швидкої допомоги                 | 50      | 05.02.23 стало відомо про постачання |
| Франція                                                                                            | Iveco                                       | мобільна амбулаторія                        | 1       | 09.02.23 стало відомо про постачання |
| США                                                                                                | Toyota 4x4 Land Cruiser                     | автомобіль швидкої допомоги                 | 0/15    | 26.02.23 стало відомо про постачання |
| Німеччина                                                                                          | автомобіль швидкої допомоги                 | автомобіль швидкої допомоги                 | 44      | у загальному переліку військової допомоги від Німеччини опублікованому 03.03.23                                                                                        |
| Туреччина                                                                                          | автомобіль швидкої допомоги                 | автомобіль швидкої допомоги                 | 1       | 03.03.23 стало відомо про постачання |
| Азербайджан                                                                                        | автомобіль швидкої допомоги                 | автомобіль швидкої допомоги                 | 1       | 03.03.23 стало відомо про постачання |
| Румунія                                                                                            | броньований автобус медичної евакуації      | броньований автобус медичної евакуації      | 3       | 08.03.23 стало відомо про постачання |
| Румунія                                                                                            | автомобіль швидкої допомоги                 | автомобіль швидкої допомоги                 | 5       | 08.03.23 стало відомо про постачання |
| Люксембург                                                                                         | броньований автомобіль швидкої допомоги     | броньований автомобіль швидкої допомоги     | 14      | 12.03.23 стало відомо про постачання |
| Бельгія                                                                                            | автомобіль швидкої допомоги                 | автомобіль швидкої допомоги                 | 12      | 18.03.23 стало відомо про постачання |
| Німеччина                                                                                          | Renault                                     | пожежний автомобіль                         | 4       | 30.03.23 стало відомо про постачання |
| 26.04.23 стало відомо що Японська агенція оплатила виготовлення 30 спецавтомобілів Isuzu в Україні |                                             |                                             |         | |
| Південна Корея                                                                                     | автомобіль швидкої допомоги                 | автомобіль швидкої допомоги                 | 10      | 03.05.23 стало відомо про постачання |
| Німеччина                                                                                          | Volvo                                       | пожежний автомобіль з драбиною              | 6+      | 10.05.23 стало відомо про постачаня |
| Велика Британія                                                                                    | пожежний автомобіль                         | пожежний автомобіль                         | 1       | 26.05.23 стало відомо про постачання волонтером з Великої Британії |
| Німеччина                                                                                          | Rosenbauer Panther                          | аеродромний пожежний автомобіль             | 2+      | про постачання стало відомо 27.05.23 |
| Норвегія                                                                                           | автомобіль швидкої допомоги                 | автомобіль швидкої допомоги                 | 114     | 28.05.23 стало відомо про загальну кількість рятувальної техніки отриманою Україною від Norsk Ukrainsk brann- og ambulansestøtte                                       |
| Норвегія                                                                                           | пожежний автомобіль                         |                                             | 114     | 28.05.23 стало відомо про загальну кількість рятувальної техніки отриманою Україною від Norsk Ukrainsk brann- og ambulansestøtte                                       |
| Норвегія                                                                                           | спеціалізований напівпричіп                 | спеціалізований напівпричіп                 | 16      | 28.05.23 стало відомо про загальну кількість рятувальної техніки отриманою Україною від Norsk Ukrainsk brann- og ambulansestøtte                                       |
| Україна                                                                                            | автомобіль швидкої допомоги                 | автомобіль швидкої допомоги                 | 30      | 10.06.23 стало відомо що «Метінвест» передав медикам Збройних Сил України 30 автомобілів швидкої допомоги                                                              |
| Тайвань                                                                                            | пожежний автомобіль                         | пожежний автомобіль                         | 6       | 30.06.23 тайванські волонтери передали спецтехніку для України |
| Тайвань                                                                                            | автомобіль швидкої допомоги                 | автомобіль швидкої допомоги                 | 20      | 30.06.23 тайванські волонтери передали спецтехніку для України |
| Велика Британія                                                                                    | MFV                                         | аеродромний пожежний автомобіль             | 17      | 07.07.23 стало відомо про постачаня |
| Велика Британія                                                                                    | RIV                                         | аеродромний пожежний автомобіль             | 17      | 07.07.23 стало відомо про постачаня |
| Японія                                                                                             | Toyota Hilux                                | спеціалізований автомобіль                  | 14      | 10.07.23 стало відомо про передачу спеціалізованих автомобілів класу Toyota Hilux Double Cabin для ДСНС                                                                |
| Німеччина                                                                                          | Iveco Magirus AG                            | пожежний автомобіль                         | 1       | 01.08.23 Південна залізниця отримала пожежне авто з Німеччини |
| ОАЕ                                                                                                | Toyota Land Cruiser J79                     | автомобіль швидкої допомоги                 | 50      | 21.12.23 стало відомо про постачання |
| Україна                                                                                            | MAN                                         | піротехнічна машина                         | 2       | 22.01.24 стало відомо що для українських рятувальників зібрали піротехнічні машини важкого типу на базі вантажівок MAN                                                 |
| Україна                                                                                            | Toyota Land Cruiser 78                      | автомобіль швидкої допомоги                 | 7       | 24.01.24 стало відомо про постачання вд фонду «Повернись живим» спільно з Tabletki.ua                                                                                  |
| Фінляндія                                                                                          | Mercedes-Benz                               | автомобіль швидкої допомоги                 | 6       | 14.02.24 Фінляндія передала Україні шість сучасних автомобілів швидкої допомоги                                                                                        |
| США                                                                                                | Mercedes-Benz                               | пожежний автомобіль                         | 4       | 01.04.24 одеські рятувальники отримали від фонду Говарда Баффета чотири пожежні спецмашини підвищеної прохідності                                                      |
| Україна                                                                                            | Mercedes-Benz                               | пожежний автомобіль                         | 3       | 04.06.24 Національній гвардії України передали пожежні машини «Тітал»                                                                                                  |
| Велика Британія                                                                                    | рятувальна спецтехніка                      | рятувальна спецтехніка                      | 69      | 15.06.24 українським рятувальникам передали 69 спецмашин різного призначення від партнерів з Великої Британії, США, Японії та Естонії                                  |
| Естонія                                                                                            | рятувальна спецтехніка                      | рятувальна спецтехніка                      | 69      | 15.06.24 українським рятувальникам передали 69 спецмашин різного призначення від партнерів з Великої Британії, США, Японії та Естонії                                  |
| США                                                                                                | рятувальна спецтехніка                      | рятувальна спецтехніка                      | 69      | 15.06.24 українським рятувальникам передали 69 спецмашин різного призначення від партнерів з Великої Британії, США, Японії та Естонії                                  |
| Японія                                                                                             | рятувальна спецтехніка                      | рятувальна спецтехніка                      | 69      | 15.06.24 українським рятувальникам передали 69 спецмашин різного призначення від партнерів з Великої Британії, США, Японії та Естонії                                  |
| Україна                                                                                            | ПМ-В                                        | піротехнічна машина                         | 8+      | 29.06.24 українська компанія Validus Special Auto виготовила для пожежних розрахунків Державної спеціалізованої служби транспорту дві піротехнічні машини важкого типу |
| Україна                                                                                            | ТДС                                         | екскаватор                                  | 3       | 02.07.24 благодійні організації «Фонд Порошенка» та «Справа громад» спільно передали військовим тактичну та спеціальну техніку для українських військових              |
| США                                                                                                | JCB                                         | екскаватор                                  | 5       | 16.07.24 Сполучені Штати передали Державній спецслужбі транспорту машини та спеціалізоване обладнання                                                                  |
| Австрія                                                                                            | Steyr                                       | пожежний автомобіль                         | 2       | 14.07.24 асоціація муніципалітетів Австрії передала для ДСНС дві пожежні машини                                                                                        |
| Україна                                                                                            | пожежний автомобіль                         | пожежний автомобіль                         | 10      | 11.09.24 компанія «Пожмашина» передала десять піротехнічних машин для ДСНС                                                                                             |
| —                                                                                                  | реанімобіль                                 | реанімобіль                                 | 6       | 23.09.24 благодійники з Бельгії та України передали на потреби Сил оборони України шість реанімобілів                                                                  |
| Україна                                                                                            | автомобіль швидкої допомоги                 | автомобіль швидкої допомоги                 | 25      | 09.10.24 фундація Олени Зеленської передала центрам екстреної медичної допомоги та медицини катастроф 25 автомобілів швидкої допомоги                                  |
| НАТО                                                                                               | Ford Transit                                | автомобіль швидкої допомоги                 | 65      | 29.10.24 стало відомо що Північноатлантичний альянс передав Збройним Силам України 65 карет швидкої у межах Комплексного пакета допомоги                               |
| Південна Корея                                                                                     | Kia Motors                                  | автомобіль швидкої допомоги                 | 20      | 31.10.24 Україна отримала 20 автівок швидкої допомоги від уряду Південної Кореї                                                                                        |
| Україна                                                                                            | TDC 105                                     | екскаватор                                  | 12      | 10.11.24 Петро Порошенко передав Силам оборони України дванадцять екскаваторів, захищених засобами радіоелектронної протидії                                           |
| Чехія                                                                                              | автомобіль швидкої допомоги                 | автомобіль швидкої допомоги                 | 11      | 26.11.24 Сили оборони України отримали 11 карет швидкої від чеської неурядової організації Post Bellum                                                                 |
| |                                             |                                             |         | |
| медичної і рятувальної автотехніки отримано                                                        | медичної і рятувальної автотехніки отримано | медичної і рятувальної автотехніки отримано | 743/759 | 743/759 |

### Легкова автотехніка, квадроцикли, багі, мотоцикли
У берені 2023 року Латвійський уряд вирішив безоплатно передати армійським частинам, медичним установам, місцевим самоврядуванням України автомобілі, конфіскованих у п’яних латвійських водіїв. У квітні 2025 року Празька мерія вирішила передавати армії України автомобілі зі штрафмайданчиків, за якими ніхто не прийшов.
3 січня 2024 року стало відомо що у Черкасах запустять збирання пікапів Isuzu D-Max для Сил оборони.
Станом на лютий 2024 року відомо про щонайменше 663 авто Mitsubishi L200 та 492 авто Peugeot Landtrek що були передані до ЗСУ від фонду «Повернись живим», а також 1493 одиниці транспорту від фонду Сергія Притули.
| походження і назва | походження і назва          | тип                                | к-ть    | подробиці |
| --- | --------------------------- | ---------------------------------- | ------- | --- |
| США | Chevrolet Tahoe             | всюдихідний автомобіль             | 50      | 27.04.22 відбулася передача партії позашляховиків від General Motors |
| США | Ford Ranger                 | всюдихідний автомобіль             | 50      | 27.04.22 відбулася передача партії позашляховиків від Ford Motor Company |
| Литва | Mitsubishi L200             | всюдихідний автомобіль             | 10      | інформація про постачання була оприлюднена 17.06.22 |
| Україна | всюдихідний автомобіль      | всюдихідний автомобіль             | 100     | фонд Повернись живим придбав для військових 100 нових пікапів 28.06.22 |
| США | Polaris MRZR-D2             | квадроцикл                         | —       | 17.07.22 помічено в Україні |
| Україна | Mitsubishi L200             | всюдихідний автомобіль             | 100     | 21.07.22 співвласники АТБ передали 100 автомобілів для ЗСУ |
| Україна | всюдихідний автомобіль      | всюдихідний автомобіль             | 100     | група «Метінвест» передала автомобілі 21.07.22 |
| Європейський Союз | всюдихідний автомобіль      | всюдихідний автомобіль             | 10      | постачання відбулося 22.07.22 |
| Естонія | Mercedes-Benz 250GD «Wolf»  | всюдихідний автомобіль             | 3       | у липні 2022 було отримано дозвіл на передачу від Німеччини |
| Україна | Volkswagen T5               | мікроавтобус                       | 125     | перші 13 автівок придбані волонтерами 25.07.22 |
| Україна | Toyota Hilux                | всюдихідний автомобіль             | 12      | 01.08.22 бійці 128 ОГШБр отримали від волонтерів 12 позашляховиків |
| Україна | VOLS                        | багі                               | 30      | 31.08.22 стало відомо про передачу |
| Україна | Mitsubishi L200             | всюдихідний автомобіль             | 104     | про передачу автомобілів фондом «Повернись живим» стало відомо 07.09.22 |
| Україна | Peugeot Landtrek            | всюдихідний автомобіль             | 104     | про передачу автомобілів фондом «Повернись живим» стало відомо 07.09.22 |
| Україна | Mitsubishi L200             | всюдихідний автомобіль             | 15      | 11.09.22 стало відомо про передачу фондом «Повернись живим» автомобілів бійцям 95-ої бригади                                                                                  |
| Україна | Mitsubishi L200             | всюдихідний автомобіль             | 10      | 20.09.22 стало відомо про передачу фондом «Повернись живим» автомобілів бійцям 81-ї бригади                                                                                   |
| Україна | Mitsubishi L200             | всюдихідний автомобіль             | 10      | 21.09.22 стало відомо про передачу фондом «Повернись живим» автомобілів бійцям 92-ї бригади                                                                                   |
| США | всюдихідний автомобіль      | всюдихідний автомобіль             | 100     | 28.09.22 стало відомо що українська діаспора з Чикаго закупила для військових України 100 пікапів                                                                             |
| Україна | Mitsubishi L200             | всюдихідний автомобіль             | 32      | 04.10.22 підрозділам спецпризначення Національної гвардії України передали квадроцикли та пікапи                                                                              |
| Україна | BRP Can-Am                  | квадроцикл                         | 32      | 04.10.22 підрозділам спецпризначення Національної гвардії України передали квадроцикли та пікапи                                                                              |
| Україна | всюдихідний автомобіль      | всюдихідний автомобіль             | 120     | 07.10.22 стало відомо що Natus Vincere спільно з Акордбанком надали 120 авто для ЗСУ                                                                                          |
| Україна | Mitsubishi L200             | всюдихідний автомобіль             | 40      | 30.10.22 стало відомо про постачання волонтерами |
| Велика Британія | всюдихідний автомобіль      | всюдихідний автомобіль             | 11      | 01.11.22 стало відомо про постачання авто казахською діаспорою Великобританії                                                                                                 |
| Україна | Torsus                      | всюдихідний автомобіль             | 0/25    | 01.11.22 стало відомо про початок збору коштів |
| Україна | всюдихідний автомобіль      | всюдихідний автомобіль             | 0/36    | 23.11.22 стало відомо про початок збору коштів фондом Повернись живим |
| Люксембург | Jeep Wrangler               | всюдихідний автомобіль             | 7       | у загальному переліку постачання опублікованому 02.12.22 |
| Люксембург | пікап                       | пікап                              | 4       | у загальному переліку постачання опублікованому 02.12.22 |
| Люксембург | важкий причіп               | важкий причіп                      | 4       | у загальному переліку постачання опублікованому 02.12.22 |
| Південна Корея | SsangYong Musso             | всюдихідний автомобіль             | 100     | 07.12.22 стало відомо про постачання |
| Україна | Mitsubishi L200             | всюдихідний автомобіль             | 9       | 07.12.22 стало відомо про передачу фондом «Повернись живим» автомобілів бійцям 56-ї бригади                                                                                   |
| За інформацією ДМС, з початку повномасштабного вторгнення до України ввезли понад 60 000 транспортних засобів для потреб ЗСУ, благодійних фондів та громадських організацій станом на 19.12.22 |                             |                                    |         | |
| Україна | всюдихідний автомобіль      | всюдихідний автомобіль             | 0/93    | 24.12.22 стало відомо про збір коштів фондом «Повернись живим» |
| Україна | всюдихідний автомобіль      | всюдихідний автомобіль             | 100     | 28.12.22 стало відомо що Natus Vincere спільно з Акордбанком надали 100 авто для ЗСУ                                                                                          |
| Україна | Bandvagn 202                | гусеничний всюдихід                | 12      | 02.01.23 стало відомо про постачання волонтерами |
| — | Sportsman MV850             | мотовсюдихід                       | —       | 24.01.23 помічено в Україні |
| Україна | Peugeot P4 Military         | автомобіль                         | 2       | 01.02.23 стало відомо про постачання |
| Україна | TORSUS                      | повнопривідний мікроавтобус        | —       | 11.02.23 фонд «Повернись живим» представив мобільний пункт управління безпілотників на базі повнопривідного мікроавтобуса                                                     |
| Україна | ELEEK                       | електробайк                        | 8+      | 25.02.23 стало відомо про постачання |
| Латвія | LV-TECH                     | квадроцикл                         | 10+     | 25.02.23 стало відомо про постачання |
| Україна | Peugeot Landtrek            | всюдихідний автомобіль             | 38      | 27.02.23 стало відомо про придбання автомібілів компанією «Київстар» |
| Україна | Mitsubishi L200             | всюдихідний автомобіль             | 38      | 27.02.23 стало відомо про придбання автомібілів компанією «Київстар» |
| Україна | Volkswagen T5               | автомобіль                         | 5       | 05.03.23 стало відомо про постачання благодійним фондом Сергія Притули військових у підрозділі Kraken, ДПСУ та 15, 53, 77 бригадах                                            |
| Латвія | автомобіль                  | автомобіль                         | 8+      | починаючи з 08.03.23 Латвія почала перевати Україні конфісковані у п’яних водіїв автомобілі                                                                                   |
| Південна Корея | SsangYong                   | автомобіль                         | 100     | 09.03.23 стало відомо про постачання |
| Україна | Peugeot Landtrek            | всюдихідний автомобіль             | 100     | 17.03.23 фонд «Повернись живим» передав 100 автомобілів для артилерійських бригад ЗСУ                                                                                         |
| Україна | Mitsubishi L200             | всюдихідний автомобіль             | 100     | 17.03.23 фонд «Повернись живим» передав 100 автомобілів для артилерійських бригад ЗСУ                                                                                         |
| Японія | Toyota Hilux                | всюдихідний автомобіль             | 20      | 21.03.23 стало відомо про постачання |
| Швеція | Bandvagn 202                | гусеничний всюдихід                | 28      | 01.04.23 стало відомо про постачання |
| Україна | Ford F                      | автомобіль                         | 10      | 01.04.23 стало відомо про постачання |
| Україна | Peugeot Landtrek            | всюдихідний автомобіль             | 15      | 07.04.23 стало відомо про передачу авто бійцям 47 ОМБр |
| Україна | всюдихідний автомобіль      | всюдихідний автомобіль             | 3       | 09.04.23 стало відомо про передачу авто бійцям 53 окремого стрілецького батальйону                                                                                            |
| США | Toyota Pick-up              | автомобіль                         | 4+      | 15.04.23 стало відомо про постачання фондом Говарда Баффета |
| Україна | Peugeot Landtrek            | всюдихідний автомобіль             | 9       | 19.04.23 стало відомо про постачання волонтерами |
| Україна | Volkswagen T5               | автомобіль                         | 100     | 27.04.23 стало відомо про постачання від організацій NAVI, S.T.A.L.K.E.R. та MK Foundation автомобілів Volkswagen                                                             |
| Литва | Land Rover Defender         | всюдихідний автомобіль             | 6       | 29.04.23 стало відомо про постачання |
| Україна | Peugeot Landtrek            | всюдихідний автомобіль             | 44      | 08.05.23 стало відомо про постачання |
| Україна | всюдихідний автомобіль      | всюдихідний автомобіль             | 20      | 19.05.23 всеукраїнська аграрна рада передала морським піхотинцям ВМС ЗС України понад два десятки позашляховиків                                                              |
| Латвія | автомобіль                  | автомобіль                         | 271     | 04.06.23 стало відомо що Латвія на безоплатній основі передала Україні 66 автомобілів, які конфіскували у нетверезих водіїв, 25.12.23 — 271                                   |
| Швеція | автомобіль                  | автомобіль                         | 200+    | 06.06.23 стало відомо про загальну кількість переданого автотранспорту фондом Blågula bilen                                                                                   |
| Україна | Kia KM450                   | всюдихідний автомобіль             | 20      | 21.06.23 стало відомо про деталі постачання від фонду Сергія Притули |
| Німеччина | різна автотехніка           | різна автотехніка                  | 288     | у загальному переліку військової допомоги від Німеччини опублікованому 21.06.23                                                                                               |
| Німеччина | Toyota Pick-up              | всюдихідний автомобіль             | 179     | у загальному переліку військової допомоги від Німеччини опублікованому 21.06.23                                                                                               |
| 28.06.23 був прийнятий законопроєкт, який надав дозвіл військовим використовувати праворульні автомобілі                                                                                       |                             |                                    |         | |
| Тайвань | автомобіль                  | автомобіль                         | 22      | 30.06.23 тайванські волонтери передали спецтехніку для України |
| Естонія | автомобіль                  | автомобіль                         | 205+    | загальна кількість переданих авто волонтерської організацією help99 станом на 12.07.23                                                                                        |
| Україна | Peugeot Landtrek            | всюдихідний автомобіль             | 53      | 15.07.23 стало відомо про постачання пікапів для армії |
| 01.08.23 стало відомо що за 7 місяців 2023 року як гуманітарна допомога було завезено 101 800 транспортних засобів                                                                             |                             |                                    |         | |
| Україна | Хижак                       | багі                               | 11      | 23.08.23 було отримано 11 баггі від волонтерів |
| Україна | всюдихідний автомобіль      | всюдихідний автомобіль             | 8       | 23.08.23 стало відомо що група «Метінвест» придбала для бригади Нацгвардії «Азов» автотехніку та обладнання                                                                   |
| Україна | автомобіль                  | автомобіль                         | 100     | 07.09.23 стало відомо що благодійники передали автомобілі для ЗСУ |
| Україна | Mitsubishi L200             | всюдихідний автомобіль             | 10      | 08.09.23 стало відомо що ЗСУ отримали 10 комплектів для розмінування від фонду «Повернись живим»                                                                              |
| Україна | баггі                       | баггі                              | 37      | 13.09.23 стало відомо що група «Метінвест» передала 37 багі Збройним Силам |
| Україна | Peugeot Landtrek            | всюдихідний автомобіль             | 15      | 25.09.23 стало відомо що фонд «Повернись живим» забезпечив 15 інженерно-саперних груп ЗСУ засобами для розмінування                                                           |
| Нідерланди | Toyota Land Cruiser 70      | всюдихідний автомобіль             | 6       | 30.09.23 стало відомо що ДПСУ отримало від нідерландської компанії «Hospitainer» 6 транспортних засобів підвищеної прохідності для мобільного шпиталю                         |
| Україна | Mitsubishi L200             | всюдихідний автомобіль             | 15      | 23.10.23 бригада НГУ «Азов» отримала 15 пікапів від фонду «Повернись живим»                                                                                                   |
| Україна | Mitsubishi L200             | всюдихідний автомобіль             | 45      | 30.10.23 Київська область передала для мобільних вогневих груп ППО обладнані турелями позашляховики зі спеціальним обладнанням                                                |
| Україна | Mitsubishi L200             | всюдихідний автомобіль             | 25      | 03.11.23 25 інженерно-саперних груп Командування Сил підтримки ЗСУ отримали пікапи й обладнання для розмінування від фонду «Повернись живим»                                  |
| Україна | Mitsubishi L200             | всюдихідний автомобіль             | 20      | 07.11.23 20 інженерно-саперних груп Командування Сил підтримки ЗСУ отримали пікапи й обладнання для розмінування від фонду «Повернись живим»                                  |
| Україна | ELEEK                       | електробайк                        | —       | 25.02.23 стало відомо що українським розвідникам з десантно-штурмових військ передали партію нових електробайків ELEEK                                                        |
| Японія | Toyota Land Cruiser         | всюдихідний автомобіль             | 40      | 20.11.12 стало відомо що Японія передала ДСНС 40 авто |
| Латвія | Bandvagn 202                | гусеничний всюдихід                | 4       | 16.11.23 стало відомо що SOS palīdzība Ukrainai за підтримки латиської громади в Чикаго передала Україні гусеничні всюдиходи Bandvagn                                         |
| Україна | всюдихідний автомобіль      | всюдихідний автомобіль             | 1016    | 19.12.23 стало відомо що Міноборони закупить понад 1000 пікапів для ЗСУ |
| Україна | Mitsubishi L200             | всюдихідний автомобіль             | 15      | 20.12.23 стало відомо що фонд «Повернись живим» передав 15 позашляховиків для 22 ОМБр                                                                                         |
| Україна | Peugeot Landtrek            | всюдихідний автомобіль             | 8       | 24.12.23 стало відомо що фонд «Повернись живим» передав 8 позашляховиків для авіаторів ВМС                                                                                    |
| 24.12.23 стало відомо що мер Лондона вирішив передати Україні автомобілі, які мали піти на утилізацію                                                                                          |                             |                                    |         | |
| Японія | PC-065B                     | інженерний гусеничний самоскид     | —       | 28.12.23 стало відомо що міністерство оборони Японії передало Україні партію автотехніки для потреб Збройних Сил                                                              |
| Японія | Mitsubishi Type 73 Kogata   | всюдихідний автомобіль             | —       | 28.12.23 стало відомо що міністерство оборони Японії передало Україні партію автотехніки для потреб Збройних Сил                                                              |
| Україна | мікроавтобус                | мікроавтобус                       | —       | 01.01.24 стало відомо про постачання |
| Україна | Mitsubishi L200             | всюдихідний автомобіль             | 11      | 22.01.24 стало відомо що фонд «Повернись живим» разом з «Укрнафтою» укомплектувала технікою та автомобілями мобільні вогневі групи                                            |
| Україна | Mitsubishi L200             | всюдихідний автомобіль             | 20      | 27.01.24 82 ОДШБр отримала 20 пікапів, БПЛА, РЕБ та інше обладнання від фонд допомоги армії «Повернись живим» та компанії «Укрнафта»                                          |
| США | Toyota Hilux                | всюдихідний автомобіль             | 8+      | 14.02.24 Сполучені Штати разом із Канадою передали Україні спеціальне обладнання для розмінування територій та пікапи                                                         |
| Канада | Toyota Hilux                | всюдихідний автомобіль             | 8+      | 14.02.24 Сполучені Штати разом із Канадою передали Україні спеціальне обладнання для розмінування територій та пікапи                                                         |
| Україна | Mitsubishi L200             | всюдихідний автомобіль             | 146     | 28.02.24 фонд «Повернись живим» забезпечив 146 саперних груп ЗСУ автомобілями та комплектами для розмінування                                                                 |
| Україна | Volkswagen Transporter T6   | автомобіль                         | 50      | 01.03.24 благодійний фонд MK Foundation передав державній прикордонній службі України 50 мікроавтобусів                                                                       |
| Франція | всюдихідний автомобіль      | всюдихідний автомобіль             | 120     | 04.03.24 стало відомо про кількість позашляховиків, переданих Францією у загальному переліку допомоги                                                                         |
| Україна | всюдихідний автомобіль      | всюдихідний автомобіль             | 0/154   | 12.03.24 стало відомо що міністерство оборони оголосило тендер на закупівлю 154 пікапів для ЗСУ через Prozorro                                                                |
| Естонія | Sisu Nasu                   | гусеничний всюдихід                | —       | 17.03.24 волонтери з естонського фонду працюють над оснащенням українських військових всюдиходами Sisu Nasu                                                                   |
| Україна | Peugeot Landtrek            | всюдихідний автомобіль             | 79      | 20.03.24 фонд допомоги армії «Повернись живим» разом із компанією «Укрнафта» передали новоствореним зенітно-кулеметним батальйонам 79 пікапів                                 |
| Україна | Mitsubishi L200             | всюдихідний автомобіль             | 79      | 20.03.24 фонд допомоги армії «Повернись живим» разом із компанією «Укрнафта» передали новоствореним зенітно-кулеметним батальйонам 79 пікапів                                 |
| Україна | квадроцикл                  | квадроцикл                         | 50      | 23.03.24 міська рада Дніпра передала Силам оборони України 50 нових квадроциклів, які призначені для евакуації поранених                                                      |
| Україна | всюдихідний автомобіль      | всюдихідний автомобіль             | 70      | 23.03.24 рада оборони Кривого Рогу передала на потреби Збройних Сил України 70 нових пікапів                                                                                  |
| Україна | Mitsubishi L200             | всюдихідний автомобіль             | 0/70    | у рамках збору від фонду «Повернись живим» та компанія ОККО для десантно-штурмових військ що розпочався 1 лютого 2024                                                         |
| Україна | Peugeot Landtrek            | всюдихідний автомобіль             | 22      | фонд «Повернись живим» разом з «Укрнафтою» передали партію позашляховиків Peugeot силам протиповітряної оборони                                                               |
| Україна | Mitsubishi L200             | всюдихідний автомобіль             | 12      | 25.04.24 Вінницька міська рада передала на потреби мобільно-вогневих груп 12 пікапів                                                                                          |
| Україна | Mitsubishi L200             | всюдихідний автомобіль             | 31      | 30.04.24 фонд «Повернись живим» у квітні передав понад тридцять нових позашляховиків бригадам Збройних Сил України                                                            |
| Україна | Peugeot Landtrek            | всюдихідний автомобіль             | 31      | 30.04.24 фонд «Повернись живим» у квітні передав понад тридцять нових позашляховиків бригадам Збройних Сил України                                                            |
| Україна | Toyota Hilux                | всюдихідний автомобіль             | 20      | 06.05.24 бійці 3 ОШБр нещодавно отримали 20 пікапів від столичної громади |
| Україна | Toyota Land Cruiser         | всюдихідний автомобіль             | 20      | 09.05.24 уряд Німеччини передав першу партію позашляховиків для вибухотехнічної служби Національної поліції                                                                   |
| Латвія | Bandvagn 202                | гусеничний всюдихід                | 4       | 22.05.24 стало відомо що SOS palīdzība Ukrainai за підтримки латиської громади в Чикаго передала Україні гусеничні всюдиходи Bandvagn                                         |
| Японія | Toyota HMV                  | всюдихідний автомобіль             | 101     | 06.06.24 уряд Японії передав партію зі 101 транспортного засобу для потреб Сил оборони України                                                                                |
| Японія | Mitsubishi Type 73 Kogata   | всюдихідний автомобіль             | 101     | 06.06.24 уряд Японії передав партію зі 101 транспортного засобу для потреб Сил оборони України                                                                                |
| Японія | PC-065B                     | гусеничний всюдихід                | 101     | 06.06.24 уряд Японії передав партію зі 101 транспортного засобу для потреб Сил оборони України                                                                                |
| Україна | Toyota Land Cruiser 78      | всюдихідний автомобіль             | 6+      | 07.06.24 благодійний фонд «Повернись живим» передав 93 окремій механізованій бригаді «Холодний Яр» позашляховики Toyota Land Cruiser 78                                       |
| Україна | Isuzu Pick-up D-Max         | вантажний автомобіль               | 25      | 07.06.24 Київcька міська влада передала партію допомоги для забезпечення потреб Сил спеціальних операцій та 4-ї бригади оперативного призначення Національної гвардії України |
| Естонія | Škoda Octavia               | автомобіль                         | 16      | 17.06.24 правоохоронці Естонії передали для роботи підрозділів Нацполіції України 31 автомобіль                                                                               |
| Естонія | Volkswagen Tiguan           | всюдихідний автомобіль             | 15      | 17.06.24 правоохоронці Естонії передали для роботи підрозділів Нацполіції України 31 автомобіль                                                                               |
| Україна | Peugeot Landtrek            | всюдихідний автомобіль             | 14      | 21.06.24 фонд «Повернись живим» передав мобільним вогневим групам НГУ позашляховики                                                                                           |
| Україна | Peugeot Landtrek            | всюдихідний автомобіль             | 12      | 24.06.24 передові авіанавідники чотирьох бригад армійської авіації ЗСУ отримали нові позашляховики                                                                            |
| Німеччина | Toyota Land Cruiser 300 GXR | броньований всюдихідний автомобіль | 9       | 25.06.24 державна спеціальна служба транспорту отримала партію броньованих позашляховиків для потреб військових                                                               |
| Україна | Mitsubishi L200             | всюдихідний автомобіль             | 25      | 01.07.24 воїни повітряного командування «Південь» Повітряних Сил Збройних Сил України отримали 25 нових пікапів                                                               |
| Україна | квадроцикл                  | квадроцикл                         | 27      | 02.07.24 благодійні організації «Фонд Порошенка» та «Справа громад» спільно передали військовим тактичну та спеціальну техніку для українських військових                     |
| Україна | Volkswagen                  | командний пункт управління БпЛА    | 5       | 05.07.24 морська піхота отримала 5 мобільних пунктів БпЛА, які передали в межах спільного проєкту фонду «Повернись живим» і групи компаній VIDI під назвою «Драйв розвідки»   |
| Україна | Mitsubishi L200             | всюдихідний автомобіль             | 40      | 09.07.24 благодійний фонд Сергія Притули разом із компанією «Укрнафта» передали 40 пікапів військовим на запорізькому напрямку                                                |
| Україна | всюдихідний автомобіль      | всюдихідний автомобіль             | 50      | 12.07.24 стало відомо про постачання |
| США | Mercedes-Benz Sprinter      | мікроавтобус                       | 4       | 16.07.24 Сполучені Штати передали Державній спецслужбі транспорту машини та спеціалізоване обладнання                                                                         |
| Україна | Volkswagen T5               | мікроавтобус                       | 20      | 20.07.24 благодійники з MK Foundation передали українським розвідникам партію фургонів                                                                                        |
| Велика Британія | автомобіль                  | автомобіль                         | 20      | 01.08.24 британські волонтери передали автомобілі для гвардійців та прикордонників                                                                                            |
| Україна | баггі                       | баггі                              | 24      | 07.08.24 у межах ініціативи «Сталевий фронт», група «Метінвест» передала армійцям партію автомобілів-багі                                                                     |
| Україна | мікроавтобус                | мікроавтобус                       | 100     | 09.08.24 благодійний фонд MK Foundation передав Державній прикордонній службі України 100 вантажних мікроавтобусів                                                            |
| Україна | квадроцикл                  | квадроцикл                         | 10      | 10.08.24 Запорізька обласна військова адміністрація передала чергову допомогу військовослужбовцям Сил оборони України                                                         |
| Україна | Isuzu                       | мобільний пункт управління ППО     | 10      | 10.08.24 Українські Повітряні Сили отримали 10 рухомих пунктів управління для підсилення протиповітряної оборони                                                              |
| Україна | Peugeot Landtrek            | всюдихідний автомобіль             | 7       | 12.08.24 дві бригади Десантно-штурмових військ ЗСУ отримали комплекси розвідки та знищення «Пульстрон», серед яких позашляховики                                              |
| Україна | квадроцикл                  | квадроцикл                         | 6+      | 22.08.24 Петро Порошенко передав велику партію допомоги воїнам Сил оборони України                                                                                            |
| Україна | Mitsubishi L200             | мобільна автомайстерня             | 1       | 04.09.24 112 бригада ТрО отримала мобільну автомайстерню від благодійників |
| Україна | всюдихідний автомобіль      | всюдихідний автомобіль             | 10      | 05.09.24 компанія «Метінвест» в рамках ініціативи «Сталевий фронт» передала спецпризначенцям Служби безпеки України 10 пікапів                                                |
| Україна | Isuzu                       | мобільний пункт управління ППО     | 10      | 12.09.24 благодійники передали Повітряним Силам мобільні пункти управління |
| Україна | всюдихідний автомобіль      | всюдихідний автомобіль             | 30      | 12.09.24 підприємство «Ліси України» передало 13 підрозділам Силам оборони України три десятки пікапів                                                                        |
| Україна | Toyota Hilux                | всюдихідний автомобіль             | 25      | 15.09.24 Київщина передала військовим частинам позашляховики та безпілотники                                                                                                  |
| Німеччина | Volkswagen Amarok           | всюдихідний автомобіль             | 14      | 21.09.24 Німеччина передала Національній гвардії України 14 пікапів для посилення захисту критичної інфраструктури                                                            |
| Україна | всюдихідний автомобіль      | всюдихідний автомобіль             | 262     | 27.09.24 співачка Ірина Федишин передала військовим 262 автівки |
| Україна | Toyota Hilux                | всюдихідний автомобіль             | 40      | 03.10.24 Держспецтрансслужба отримала 40 пікапів від коаліції з розмінування                                                                                                  |
| Україна | всюдихідний автомобіль      | всюдихідний автомобіль             | 10      | 23.10.24 Вінницька громада передала українським воїнам 10 позашляховиків для посилення можливостей протиповітряної оборони                                                    |
| Україна | мікроавтобус                | мікроавтобус                       | 16      | 29.10.24 Сили оборони України отримали 16 пунктів керування БпЛА від фонду «Повернись живим»                                                                                  |
| Велика Британія | всюдихідний автомобіль      | всюдихідний автомобіль             | 38      | 03.11.24 британські фермери передали на потреби Збройних Сил України 38 позашляховиків                                                                                        |
| Литва | всюдихідний автомобіль      | всюдихідний автомобіль             | 230     | 05.11.24 Литва передала Україні 230 пікапів |
| Німеччина | Toyota Land Cruiser 300     | всюдихідний автомобіль             | 4+      | 21.11.24 посол Німеччини в Україні передав прикордонникам броньовані позашляховики Toyota Land Cruiser 300 та багі Kawasaki Mule Pro-DXT                                      |
| Німеччина | Kawasaki Mule Pro-DXT       | баггі                              | 10+     | 21.11.24 посол Німеччини в Україні передав прикордонникам броньовані позашляховики Toyota Land Cruiser 300 та багі Kawasaki Mule Pro-DXT                                      |
| Велика Британія | всюдихідний автомобіль      | всюдихідний автомобіль             | 26      | 23.11.24 британські фермери передали на потреби Сил оборони України 26 позашляховиків у межах благодійної акції Pickups for Peace                                             |
| — | Snatch Land Rover           | всюдихідний автомобіль             | 26      | благодійники передали ДССТ 26 бронеавтомобілів Snatch Land Rover |
| — | снігоход                    | снігоход                           | —       | 18.12.24 прикордонники отримали снігоходи, квадроцикли та мотоцикли від благодійників                                                                                         |
| — | квадроцикл                  | квадроцикл                         | —       | 18.12.24 прикордонники отримали снігоходи, квадроцикли та мотоцикли від благодійників                                                                                         |
| — | мотоцикл                    | мотоцикл                           | —       | 18.12.24 прикордонники отримали снігоходи, квадроцикли та мотоцикли від благодійників                                                                                         |
| Латвія | легковий автомобіль         | легковий автомобіль                | 612     | 24.12.24 стало відомо що Латвія передала Україні 612 машин, конфіскованих у пʼяних водіїв                                                                                     |
| Україна | всюдихідний автомобіль      | всюдихідний автомобіль             | 6       | 24.12.24 стало відомо про передачу техніки від Петра Порошенка |
| Німеччина | мікроавтобус                | мікроавтобус                       | 100     | 16.01.25 Німеччина передала Національній поліції та Національній гвардії України авто                                                                                         |
| Німеччина | всюдихідний автомобіль      |                                    | 100     | 16.01.25 Німеччина передала Національній поліції та Національній гвардії України авто                                                                                         |
| Латвія | всюдихідний автомобіль      | всюдихідний автомобіль             | 20      | 21.01.25 державна компанія Latvenergo передала повнопривідні авто українським військовим                                                                                      |
| Україна | Toyota Hilux                | всюдихідний автомобіль             | 40      | 24.01.25 передано гранатомети, пікапи, дрони і РЕБ від фонду «Повернись живим» та ЛМР                                                                                         |
| Велика Британія | всюдихідний автомобіль      | всюдихідний автомобіль             | 160     | станом на 27.01.25 британські волонтери «Driving Ukraine» передали понад 160 автомобілів                                                                                      |
| Велика Британія | мікроавтобус                |                                    | 160     | станом на 27.01.25 британські волонтери «Driving Ukraine» передали понад 160 автомобілів                                                                                      |
| Україна | Toyota                      | всюдихідний автомобіль             | 3       | 03.02.25 53 бригада ЗСУ отримала медеваки від фонду «Повернись живим» |
| Україна | Great Wall Wingle 6         | всюдихідний автомобіль             | 10      | 05.02.25 АТ «Укртранснафта» передала житомирським нацгвардійцям пікапи з турелями                                                                                             |
| Україна | Great Wall Wingle 7         | всюдихідний автомобіль             | 10      | 22.02.25 «Нафтогаз» передав 10 пікапів для мобільних груп Харківщини |
| Велика Британія | всюдихідний автомобіль      | всюдихідний автомобіль             | 35      | 26.02.25 британські волонтери у межах благодійної акції Pickups for Peace передали 35 пікапів                                                                                 |
| Україна | мікроавтобус                | мікроавтобус                       | 26      | 01.03.25 всеукраїнська аграрна рада передала на потреби Збройних Сил України 26 автомобілів                                                                                   |
| Україна | всюдихідний автомобіль      | всюдихідний автомобіль             | 20      | 11.03.25 Вінниця передала 20 пікапів для груп ППО, що збивають «Шахеди» |
| Україна | всюдихідний автомобіль      | всюдихідний автомобіль             | 20      | 12.03.25 десантники отримали 20 авто від українських аграріїв |
| Україна | автомобіль                  | автомобіль                         | 570     | станом на 12.03.25 в межах проєктeу «ГеройCar» від 2022 року передали понад 570 авто                                                                                          |
| Україна | всюдихідний автомобіль      | всюдихідний автомобіль             | 100     | 16.03.25 cпівачка Ірина Федишин закупила для ЗСУ 100 автівок |
| Україна | Peugeot Landtrek            | всюдихідний автомобіль             | 28      | 17.03.25 стало відомо про передачу фондом «Повернись живим» |
| Україна | квадроцикл                  | квадроцикл                         | 50      | 20.03.25 українські військові отримали 50 квадроциклів від фонду «Повернись живим»                                                                                            |
| Велика Британія | всюдихідний автомобіль      | всюдихідний автомобіль             | 23      | 29.03.25 волонтери з Великої Британії передали ще 23 позашляховики для фронту                                                                                                 |
| США | Flyer F72-LD                | легкий автомобіль                  | —       | 31.03.25 помічений в Україні |
| Україна | всюдихідний автомобіль      | всюдихідний автомобіль             | 30      | 02.04.25 бригада «Холодний Яр» отримала від мерії Львова та благодійників транспорт                                                                                           |
| Україна | квадроцикл                  |                                    | 30      | 02.04.25 бригада «Холодний Яр» отримала від мерії Львова та благодійників транспорт                                                                                           |
| Україна | Peugeot                     | мікроавтобус                       | 10      | 22.04.25 благодійний фонд «Повернись живим» передав 10 мікроавтобусів |
| Україна | Toyota                      | всюдихідний автомобіль             | 16      | 02.05.25 стало відомо що фонд «Повернись живим» придбав для військових 16 кейсеваків                                                                                          |
| Україна | багі                        | багі                               | 11      | 09.05.25 волонтери передали 11 високопрохідних багі десантникам 97 ОМБр |
| Україна | всюдихідний автомобіль      | всюдихідний автомобіль             | 9       | 14.05.25 фонд «Повернись живим» передав Повітряним силам технічне обладнання                                                                                                  |
| Україна | мікроавтобус                | мікроавтобус                       | 7       | 14.05.25 фонд «Повернись живим» передав Повітряним силам технічне обладнання                                                                                                  |
| Україна | Volkswagen T5               | мікроавтобус                       | 15      | 04.06.25 українські аграрії передали мікроавтобуси для 3-ї штурмової |
| Україна | квадроцикл                  | квадроцикл                         | 92      | 20.06.25 Петро Порошенко передав військовим 92 квадроцикли |
| Україна | мотоцикл                    | мотоцикл                           | 55      | 21.06.25 Запорізька ОВА передала 55 мотоциклів на потреби Сил оборони України                                                                                                 |
| Україна | всюдихідний автомобіль      | всюдихідний автомобіль             | 28      | фонд «Повернись живим» та Нова пошта передала 28 автомобілів |
| Україна | мікроавтобус                |                                    | 28      | фонд «Повернись живим» та Нова пошта передала 28 автомобілів |
| Україна | квадроцикл                  | квадроцикл                         | 42+     | 27.06.25 Петро Порошенко передав для військових інженерну та бойову техніку                                                                                                   |
| Німеччина | Volkswagen Amarok           | всюдихідний автомобіль             | 10      | 01.07.25 стало відомо про постачання вантажівок |
| Україна | Nissan Navara               | всюдихідний автомобіль             | 14      | 23.07.25 воїни 39 ОБрБО отримали автомобілі та засоби РЕБ від фонду «Повернись живим»                                                                                         |
| Україна | вантажний автомобіль        |                                    | 14      | 23.07.25 воїни 39 ОБрБО отримали автомобілі та засоби РЕБ від фонду «Повернись живим»                                                                                         |
| — | всюдихідний автомобіль      | всюдихідний автомобіль             | 30      | 18.07.25 стало відомо про постачання волонтерами автотранспорту військовим |
| — | мікроавтобус                |                                    | 30      | 18.07.25 стало відомо про постачання волонтерами автотранспорту військовим |
| Україна | Fiat                        | всюдихідний автомобіль             | 3       | 07.08.25 фонд «Повернись живим» передав озброєння для 125 ОВМБр |
| |                             |                                    |         | |
| легкої автотехніки отримано | легкої автотехніки отримано | легкої автотехніки отримано        | 170000+ | 170000+ |

### Інше
| походження і назва | походження і назва | тип           | к-ть | подробиці                                                             |
| ------------------ | ------------------ | ------------- | ---- | --------------------------------------------------------------------- |
| Україна            | RATEL              | наземний дрон | —    | 24.07.23 стало відомо що розвідників озброїли наземними дронами RATEL |

## Трофеї[327]
| #                            | походження і назва              | тип                            | к-ть | подробиці                                                                                    |
| ---------------------------- | ------------------------------- | ------------------------------ | ---- | -------------------------------------------------------------------------------------------- |
| 1                            | КамАЗ 4х4                       | вантажівка                     | 6    | задокументовано 6 неушкоджених трофеї станом на 09.01.23                                     |
| 2                            | КамАЗ 6х6                       | вантажівка                     | 151  | станом на 09.01.23 151 неушкоджених трофеїв шасі 43118, 6522, 43114, 53228, 4355, 4310, 5350 |
| 3                            | КамАЗ 8х8                       | вантажівка                     | 3    | задокументовано 3 неушкоджених трофеї станом на 09.01.23                                     |
| 4                            | Урал-4230                       | вантажівка                     | 214  | задокументовано 129 неушкоджених трофея модифікацій 4320 та 43206 станом на 09.01.23         |
| 5                            | Урал «Федерал-42590»            | вантажівка                     | 9    | задокументовано 9 неушкоджених трофеїв станом на 09.01.23                                    |
| 6                            | Урал-5323                       | вантажівка                     | 2    | задокументовано 2 неушкоджений трофея станом на 09.01.23                                     |
| 7                            | Урал-542301                     | вантажівка                     | 2    | задокументовано 2 неушкоджений трофея станом на 09.01.23                                     |
| 8                            | Урал-63704-0010                 | вантажівка                     | 5    | задокументовано 5 неушкоджених трофеїв станом на 09.01.23                                    |
| 9                            | 9T452 (складова БМ-27 «Ураган») | транспортно-заряджальна машина | 11   | задокументовано 11 неушкоджених трофеїв станом на 09.01.23                                   |
|                              |                                 |                                |      |                                                                                              |
| автотехніки здобуто трофеями | автотехніки здобуто трофеями    | автотехніки здобуто трофеями   | 403  | 403                                                                                          |

## Втрати[328]
20.03.23 стало відомо що від початку повномасштабного вторгнення Державна служба України з надзвичайних ситуацій втратила понад 1700 одиниць пожежної техніки.
| походження і назва | тип                            | к-ть | подробиці                                                         |
| ------------------ | ------------------------------ | ---- | ----------------------------------------------------------------- |
| ЗіЛ-131            | вантажівка підйомністю до 3 т  | 97   | задокументовано 97 втрачених ЗіЛ-131 станом на 27.02.23           |
| ГАЗ-66             | вантажівка підйомністю до 2 т  | 72   | задокументовано 72 втрачених ГАЗ-66 станом на 27.02.23            |
| Урал-4320          | вантажівка підйомністю до 7 т  | 35   | задокументовано 46 втрачених Урал-4320 станом на 27.02.23         |
| Урал-4320          | вантажівка-паливозаправник     | 11   | задокументовано 46 втрачених Урал-4320 станом на 27.02.23         |
| КрАЗ-6322          | вантажівка підйомністю до 20 т | 33   | задокументовано 33 втрачених КрАЗ-6322 станом на 27.02.23         |
| КрАЗ-5233          | вантажівка підйомністю до 9 т  | 25   | задокументовано 25 втрачених КрАЗ-6233 станом на 27.02.23         |
| Богдан-63172       | вантажівка підйомністю до 11 т | 18   | задокументовано 25 втрачених Богдан-63172 станом на 27.02.23      |
| Oshkosh FMTV M1083 | вантажівка підйомністю до 10 т | 6    | задокументовано 6 втрачених Oshkosh FMTV M1083 станом на 27.02.23 |